# Esteve Pedrol
Esteve Pedrol Albareda (Vilassar de Mar, 20 november 1905 - 3 september 1976) was een Spaans voetballer. Hij speelde als middenvelder.

## Clubvoetbal
Pedrol speelde vanaf 1926 in de jeugdelftallen van FC Barcelona. In 1928 kwam hij bij het eerste elftal en in zijn eerste seizoen won de middenvelder met Barça de eerste editie van de Primera División. Tijdens de Spaanse Burgeroorlog verbleef Pedrol tijdelijk in Mexico. Hij keerde in 1940 terug naar FC Barcelona. Pedrol beëindigde zijn loopbaan in 1941.

## Nationaal elftal
Pedrol speelde eenmaal voor het Spaans nationaal elftal, op 5 mei 1935 tegen Portugal.